# Baggy Trousers
«Baggy Trousers» (en español: «pantalones bombachos») es un tema del grupo británico de ska/pop Madness de su álbum de 1980 Absolutely. Lo escribió el vocalista Suggs y rememora los tiempos del colegio. Mike Barson y Chris Foreman también estaban en los créditos (aunque Barson estaba incluido por error, los créditos correctos de McPherson/Foreman se usaron en las ediciones consiguientes). El grupo empezó a tocar la canción en sus conciertos en directo en abril de 1980.
Se publicó como «sencillo» el 5 de septiembre de 1980 y estuvo 20 semanas en la UK Singles Chart, llegando a la tercera posición.

## Videoclip
El video musical del tema fue filmado en un colegio y parque en Kentish Town. El saxofonista del grupo, Lee Jay Thompson, quería volar para hacer su solo y se usaron unos cables colgando desde una grúa. La escena resultante es uno de los vídeos más populares de Madness. Thompson recreó el momento en directo en el concierto de reunión del group en 1992, Madstock!.
El vídeo tuvo una crítica estupenda por parte del público y fue especialmente importante ya que así ayudaba a que los programas de televisión como Top of the Pops promocionasen el vídeo musical de la banda, para que el grupo no tuviera que actuar tantas veces. Después de la edición de «Baggy Trousers», el público empezó a esperar los futuros vídeos de Madness con más ganas.

## Uso en la cultura popular
El tema apareció en la película de 2001 Mean Machine (película) y estaba incluido en su banda sonora. Colgate usó una versión un poco distinta de la canción con distinta letra para vender su Blue Minty Gel para un anuncio de televisión. También aparece continuamente en la obra «The History Boys».
Un chiste popular sobre la canción es que «Baggy Trousers» es la primera señal de Madness.

## Aparición
Además de su publicación como sencillo y aparición en el álbum Absolutely, «Baggy Trousers» también aparece en los álbumes recopilatorios de Madness Divine Madness (a.k.a. The Heavy Heavy Hits), Complete Madness, It's... Madness, Total Madness, The Business y Our House: the Best of Madness. Su única aparición en un recopilatorio de Madness para los Estados Unidos fue en Ultimate Collection.

## Lista de pistas
1. «Baggy Trousers» (McPherson/Foreman/Barson) - 2:46
2. «The Business» (Barson) - 3:14

- Datos: Q4841605